# 15-та панцергренадерська дивізія (Третій Рейх)
15-та панцергренадерська дивізія (Третій Рейх) (нім. 15. Panzergrenadier-Division) — панцергренадерська дивізія Вермахту за часів Другої світової війни.

## Історія
15-та панцергренадерська дивізія була сформована 1 липня 1943 шляхом переформування дивізії «Сицилія» на території однойменного острову, що у свою чергу формувалася з німецьких військ, що зазнали поразки в ході битв у Північній Африці, зокрема 15-ї танкової дивізії.

## Райони бойових дій
- Італія (Сицилія) (липень — вересень 1943);
- Південна Італія (вересень 1943 — червень 1944);
- Франція (липень — листопад 1944);
- Західна Німеччина (листопад — грудень 1944);
- Арденни (грудень 1944 — січень 1945);
- Нідерланди (січень — лютий 1945);
- Північно-Західна Німеччина (лютий — травень 1945).

## Командування

### Командири
- генерал-майор Ебергард Родт (нім. Eberhard Rodt) (1 липня — 3 листопада 1943);
- оберст Ернст-Гюнтер Бааде (нім. Ernst-Günther Baade) (3 — 20 листопада 1943), ТВО;
- генерал-лейтенант Ебергард Родт (20 листопада 1943 — 9 жовтня 1944);
- оберст Карл-Теодор Зімон (нім. Karl-Theodor Simon) (9 жовтня — 1 листопада 1944);
- оберст Ганс-Йоахім Декерт (нім. Hans-Joachim Deckert) (1 листопада 1944 — 27 січня 1945), ТВО;
- генерал-лейтенант Ебергард Родт (27 січня — 5 травня 1945).

## Нагороджені дивізії
Нагороджені дивізії
|  | Кавалери Золотого Німецького Хреста                                                                        | 50                                                   |
|  | Кавалери Срібного Німецького Хреста                                                                        | 3                                                    |
|  | Кавалери Лицарського хреста Залізного хреста з Дубовим листям                                              | 1 (№ ? генерал-лейтенант Ебергард Родт — 28.04.1945) |
|  | Кавалери Лицарського хреста Залізного хреста                                                               | 17                                                   |
|  | Кавалери Лицарського хреста Залізного хреста, удостоєних Хреста Воєнних Заслуг з мечами                    | 1                                                    |
|  | Кавалери Почесної застібки Сухопутних військ «Почесна застібка на орденську стрічку для Сухопутних військ» | 11                                                   |

- Нагороджені Сертифікатом Пошани Головнокомандувача Сухопутних військ (3)